# Zgnilizny drewna
Zgnilizna drewna, mursz – rodzaj zgnilizn występujący w drewnie. Jest to jedna z najpoważniejszych wad drewna. Polega na chemicznym rozkładzie ścian komórkowych, objawiającym się postępującym rozpadem, zmianą barwy, zmianą właściwości drewna, pod wpływem  działania niektórych gatunków grzybów.
Grzyby rozkładające drewno wytwarzają enzymy: lignazy i karbohydrazy, które mają zdolność depolimeryzacji lub rozszczepienia ligniny, celulozy i hemicelulozy w jednostki mniejsze, o łatwiej przyswajalnym węglu. Zakażeniu grzybowemu ulega drewno drzew na pniu, drewno składowane po ścięciu i wyróbce jak również drewno użytkowane. Chociaż grzyby  są niezbędne do utrzymania przemiany węgla w przyrodzie, powodują znaczne straty ekonomiczne, deprecjonując drewno na każdym etapie jego użytkowania.

## Podział zgnilizn drewna
- W zależności od miejsca  występowania na pniu stojącego drzewa zgnilizny dzielą się na:
  - zgniliznę odziomkową (korzeniową), ciągnącą się od porażonych korzeni, lub porażonego odziomka,
  - zgniliznę strzały, ciągnącą się od sęków i zranień na pniu,
Mniej istotne z gospodarczego punktu widzenia są:
  - zgniliznę korzeni, występującą w strefie korzeni,
  - zgniliznę korony (gałęzi), występującą w strefie korony, na pniu lub na gałęziach.
- Ze względu na stan drewna zgniliznę dzieli się na:
  - zgniliznę twardą,
  - zgniliznę miękką,
- Ze względu na rozmieszczenie w przekroju pnia[1]:
  - zgniliznę zewnętrzną, obejmującą strefę najmłodszych słoi rocznych tuż pod korą, czyli w przyobwodowej strefie drewna iglastego lub liściastego, w postaci pierścienia porażonego drewna o barwie jasnobrunatnej, słomkowej lub białej.
  - zgniliznę wewnętrzną, obejmującą strefę przyrdzeniową,
  - zgniliznę rozrzuconą (rozproszoną) – gdzie efekt działania grzyba nie skupia się w jednym obszarze.
- Inny podział wyróżnia zgniliznę:
  - leśną,
  - składową,
  - domową.

Czynnikami ekologicznymi wyodrębniającymi te trzy grupy zgnilizn są przede wszystkim wilgotność i temperatura. Drewno drzew żywych pozostających na pniu wykazuje znacznie większy stopień wilgotności niż drewno na składnicach, Jeszcze mniejszą wilgotność ma drewno w konstrukcjach budowlanych. Zróżnicowanie środowisk pod względem wilgotności i temperatury powoduje, że inne gatunki grzybów wywołują zgniliznę leśną, inne składową, a jeszcze inne domową. Na ogół grzyby atakujące drewno na składnicach lub w domach wywołują mniej charakterystyczne formy zgnilizny niż te, które atakują drzewa w lesie.
- Przyjmując za kryteria podziału zmiany w składzie chemicznym i w obrazie makroskopowym drewna, wyróżnia się trzy zasadnicze typy zgnilizn:
  - zgniliznę brunatną, zwaną także: destrukcyjną, błonnikową i czerwoną, – gdy rozkładowi ulegała celuloza i pentozany,
  -  zgniliznę białą, zwaną także: jednolitą, – gdy najpierw rozkładowi ulegała lignina.
  -  zgniliznę pstrą, zwaną także: korozyjną, białą jamkowarą, kieszonkową, gdy rozkładowi ulegały (w mniejszym lub większym stopniu) równocześnie wszystkie składniki drewna,

### Podział zgnilizn drewna według obowiązującej normy
Praktyczny podział zgnilizn drewna okrągłego przedstawia  obowiązująca norma PN-79/D-01011.
- W zależności od stopnia rozkładu, wyróżnia się:
  - zgniliznę twardą,
  - zgniliznę miękką.
Obie grupy dzieli się jeszcze na:
    - zewnętrzną,
    - wewnętrzną,
    - rozproszoną,
Zgniliznę miękką dzieli się dodatkowo na:
    - zgniliznę korozyjną,
    - zgniliznę destrukcyjną,
    - zgniliznę korozyjno-destrukcyjną, 
Zgniliznę twardą dzieli się dodatkowo na:

  -  zgniliznę twardą jasną,
  - zgniliznę twardą ciemną,
  - zgniliznę twardą różnobarwną, zwaną także marmurkową,
  - zgniliznę twardą czerwoną, zwaną także czerwienią twardzieli.
Podobny podział w oparciu o stopień rozkładu drewna określa: zgniliznę wczesną i późną oraz szereg faz pośrednich.

Wymienione podziały i rodzaje zgnilizn posiadają specjalne znaczenie diagnostyczne i znajdują swój odpowiednik praktyczny. W zależności od potrzeby i zastosowania można mówić o różnych podziałach i różnych typach zgnilizn. W każdym jednak wypadku oznaczenie zgnilizny drewna jest trudne, bowiem obraz grzybowego rozkładu zależy nie tylko od gatunku grzyba i gatunku zaatakowanego drewna, ale także od czasu działania grzyba i stadium procesów rozkładowych.